# Sản khoa
Sản khoa là lĩnh vực nghiên cứu tập trung vào việc mang thai, sinh nở và thời kỳ hậu sản. Là một chuyên khoa y tế, sản khoa được kết hợp với phụ khoa theo chuyên ngành được gọi là sản khoa và phụ khoa (OB / GYN) là một lĩnh vực phẫu thuật.

## Các lĩnh vực chính

### Chăm sóc tiền sản
Chăm sóc trước khi sinh rất quan trọng trong sàng lọc các biến chứng khác nhau của thai kỳ. Điều này bao gồm các chuyến thăm văn phòng thường xuyên với các bài kiểm tra thể chất và kiểm tra phòng thí nghiệm thông thường: 

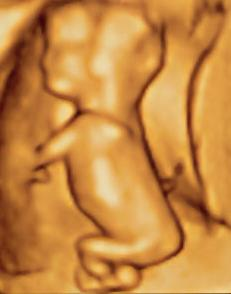
Siêu âm 3D 3 inch (76 mm)   mm) thai nhi (khoảng 14 tuần tuổi thai)
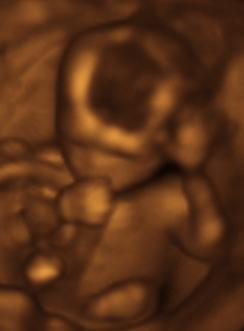
Thai nhi lúc 17 tuần
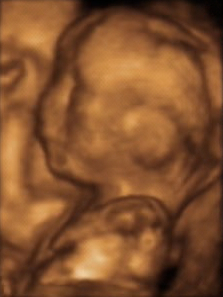
Thai nhi lúc 20 tuần

#### Ba tháng đầu
- Công thức máu toàn bộ (CBC)
- Nhóm máu
- Màn hình kháng thể chung (xét nghiệm Coombs gián tiếp) cho HDN 
  - Bệnh nhân tiền sản Rh D âm tính nên dùng RhoGam sau 28 tuần để phòng bệnh Rh.
- Reagin huyết tương nhanh (RPR) để sàng lọc bệnh giang mai
- Màn hình kháng thể rubella
- Kháng nguyên bề mặt viêm gan B
- Xem xét bệnh lậu và Chlamydia
- PPD cho bệnh lao
- Phết tế bào cổ tử cung
- Xét nghiệm nước tiểu và nuôi cấy
- Tầm soát HIV

Tầm soát di truyền cho hội chứng Down (trisomy 21) và trisomy 18, tiêu chuẩn quốc gia tại Hoa Kỳ, đang tiến triển nhanh chóng từ tầm soát AFP-Quad cho hội chứng Down, thường được thực hiện trong ba tháng thứ hai vào 16 tuần18. Màn hình tích hợp mới hơn (trước đây gọi là FASTER cho kết quả sớm trong tam cá nguyệt thứ nhất và thứ hai) có thể được thực hiện sau 10 tuần đến 13 tuần với siêu âm cổ thai nhi (da dày hơn tương quan với nguy cơ mắc hội chứng Down cao hơn) và hai hóa chất (chất phân tích) PAPP-A và βHCG (mức độ hormone thai kỳ). Nó đưa ra một hồ sơ rủi ro chính xác từ rất sớm. Một màn hình máu thứ hai ở 15 đến 20 tuần sẽ điều chỉnh rủi ro chính xác hơn. Chi phí cao hơn màn hình "AFP-quad" do siêu âm và xét nghiệm máu lần thứ hai, nhưng nó được trích dẫn là có tỷ lệ lấy 93% so với 88% cho AFP / QS tiêu chuẩn. Đây là một tiêu chuẩn chăm sóc đang phát triển ở Hoa Kỳ.

#### Ba tháng thứ hai
- Tầm soát MSAFP / quad. (bốn xét nghiệm máu đồng thời) (AFP huyết thanh của mẹ, ức chế A, estriol, & βHCG) - độ cao, số lượng thấp hoặc mô hình kỳ lạ tương quan với nguy cơ khuyết tật ống thần kinh và tăng nguy cơ trisomy 18 hoặc trisomy 21
- Siêu âm qua bụng hoặc qua âm đạo để đánh giá cổ tử cung, nhau thai, dịch và em bé
- Chọc dò là tiêu chuẩn quốc gia (ở quốc gia nào) đối với phụ nữ trên 35 tuổi hoặc đến 35 khi mang thai giữa hoặc có nguy cơ gia tăng theo lịch sử gia đình hoặc tiền sử sinh trước đó.

#### Ba tháng thứ ba
- Hematocrit (nếu thấp, người mẹ sẽ được bổ sung sắt)
- Tầm soát Streptococcus nhóm B. Nếu dương tính, người phụ nữ nhận được penicillin IV hoặc ampicillin khi đang chuyển dạ, hoặc nếu cô bị dị ứng với penicillin, một liệu pháp thay thế, như IV clindamycin hoặc IV vancomycin.
- Xét nghiệm tải glucose (GLT) - sàng lọc bệnh tiểu đường thai kỳ; nếu> 140   mg / dL, xét nghiệm dung nạp glucose (GTT) được thực hiện; đường huyết lúc đói> 105   mg / dL gợi ý bệnh tiểu đường thai kỳ.

Hầu hết các bác sĩ thực hiện nạp một lượng đường dưới dạng thức uống 50 gram glucose trong cola, vôi hoặc cam và lấy máu một giờ sau đó (cộng hoặc trừ 5 phút). Các tiêu chí sửa đổi tiêu chuẩn đã được hạ xuống 135 kể từ cuối những năm 1980. 

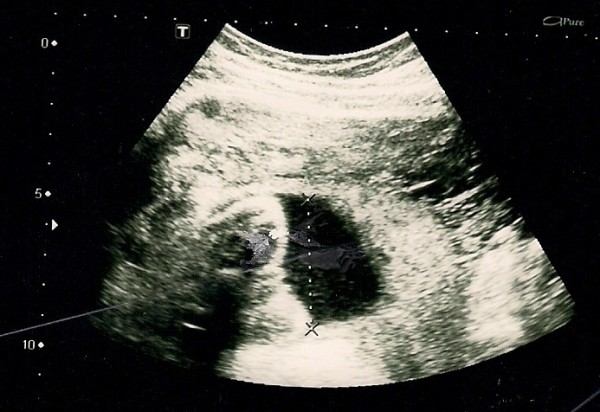
Kết quả của siêu âm: một hình ảnh đen trắng cho thấy một cái nhìn rõ ràng về vùng bụng bên trong.

#### Đánh giá thai nhi

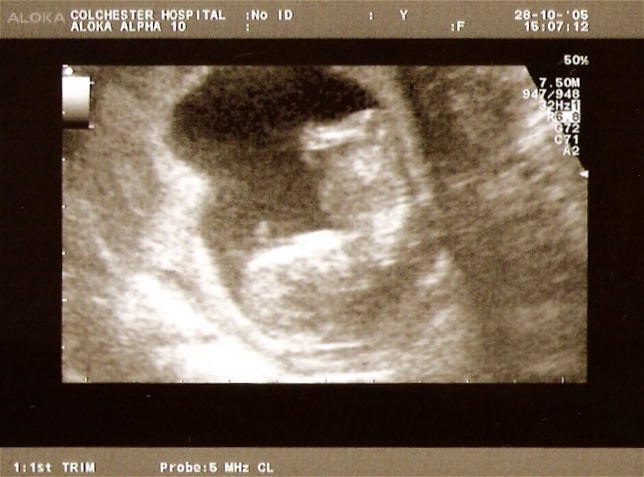
Quét thai lúc 12 tuần.

Siêu âm sản khoa thường được sử dụng để xác định tuổi thai trong thai kỳ từ kích thước của thai nhi, xác định số lượng thai nhi và nhau thai, đánh giá thai ngoài tử cung và chảy máu ba tháng đầu, thời điểm chính xác nhất là trong ba tháng đầu thai nhi đã bị ảnh hưởng đáng kể bởi các yếu tố khác. Siêu âm cũng được sử dụng để phát hiện dị tật bẩm sinh (hoặc dị tật thai nhi khác) và xác định cấu hình sinh lý (BPP), thường dễ phát hiện hơn trong tam cá nguyệt thứ hai khi cấu trúc thai nhi lớn hơn và phát triển hơn. Thiết bị siêu âm chuyên dụng cũng có thể đánh giá tốc độ lưu lượng máu trong dây rốn, tìm cách phát hiện lưu lượng máu giảm / vắng / đảo ngược hoặc tâm trương trong động mạch rốn.
X-quang và chụp cắt lớp vi tính (CT) không được sử dụng, đặc biệt là trong ba tháng đầu tiên, do bức xạ ion hóa, có tác dụng gây quái thai đối với thai nhi. Không có ảnh hưởng của hình ảnh cộng hưởng từ (MRI) đến thai nhi đã được chứng minh, nhưng kỹ thuật này quá đắt để có thể quan sát thường xuyên. Thay vào đó, siêu âm sản khoa là phương pháp chẩn đoán hình ảnh được lựa chọn trong ba tháng đầu và trong suốt thai kỳ, bởi vì nó không phát ra bức xạ, có thể mang theo được và cho phép chụp ảnh theo thời gian thực.